# Cap-aux-sorciers
Cap-aux-sorciers est une série télévisée québécoise en 117 épisodes de 25 minutes en noir et blanc scénarisée par Guy Dufresne et diffusée du 7 juin 1955 au 12 juin 1958 à la Télévision de Radio-Canada.

## Synopsis
Ce téléroman de Guy Dufresne se déroule dans la région de Charlevoix. Il raconte la vie des habitants d'un village de navigateurs.

## Fiche technique
- Scénariste : Guy Dufresne
- Réalisation : Paul Blouin et Maurice Leroux
- Société de production : Société Radio-Canada

## Distribution
- Gilles Pelletier : Capitaine Aubert
- Monique Joly : Anne Vigneau
- Monique Miller : Fabienne Vigneau
- Hélène Loiselle : Clémence Vigneau
- Françoise Graton : Sylvette
- Yolande Roy : Mathilde
- Aimé Major : Daniel
- Jacques Godin : Marin
- Lionel Villeneuve : Ulysse
- Pierre Belzil : Jean-François
- Adrien Avon : Canut
- Hélène Baillargeon : Brigitte Vigneau
- Alan Mills : Robert Sivry
- Georges Carrère : Bruno Le Marquand
- Rolland D'Amour : Capitaine Thivierge
- Marcel Giguère : Firmin
- Lucie Mitchell : Edwidge
- Louise Rémy : Fabienne Vigneau
- Eleanor Stuart : Béatrice Tremblay
- Jean Gascon : Richard Cormier